# Daisy Bell
〈Daisy Bell〉是一首由英國作曲家哈利·戴克爾於1892年創作的歌曲，靈感來自沃里克伯爵夫人黛西·格雷维尔，她是爱德华七世的眾多情婦之一。
這首歌也是史上第一首由電腦以语音合成技術演唱的歌曲，1961年由IBM 704完成。該成果後來在1968年電影《2001太空漫遊》中被引用。

## 歷史
〈Daisy Bell〉於1892年由戴克爾創作。大衛·尤文在《American Popular Songs》一書中記載了這首歌的靈感來源：
英國流行作曲家戴克爾初次來到美國時，攜帶了一輛自行車，因此被課徵進口稅。他的朋友、同樣是作曲家的威廉·傑羅姆開玩笑地說：「幸好你沒帶一台雙人自行車，否則就得付雙倍的稅了。」戴克爾對「雙人自行車」這句話印象深刻，於是很快將它寫進歌曲中。〈Daisy Bell〉首先由凱蒂·勞倫斯在倫敦的音樂廳中演唱並走紅。之後東尼·帕斯托將這首歌帶到美國演出。歌曲於1892年初在美國大受歡迎，當時珍妮·林賽於鮑威里大道的大西洋花園演唱，獲得極大迴響。
這首歌最早由丹·W·奎因於1893年錄製並出版。
| 原始英語歌詞 There is a flower within my heart, Daisy, Daisy! Planted one day by a glancing dart, Planted by Daisy Bell! Whether she loves me or loves me not, Sometimes it's hard to tell; Yet I am longing to share the lot Of beautiful Daisy Bell! Daisy, Daisy, Give me your answer, do! I'm half crazy, All for the love of you! It won't be a stylish marriage, I can't afford a carriage, But you'll look sweet upon the seat Of a bicycle built for two! We will go "tandem" as man and wife, Daisy, Daisy! "Pedaling" away down the road of life, I and my Daisy Bell! When the road's dark we can both despise Policeman and "lamps" as well; There are "bright lights" in the dazzling eyes Of beautiful Daisy Bell! (Chorus) I will stand by you in "wheel" or woe, Daisy, Daisy! You'll be the bell(e) which I'll ring you know! Sweet little Daisy Bell! You'll take the "lead" in each "trip" we take, Then if I don't do well; I will permit you to use the brake, My beautiful Daisy Bell! | 中譯 我心中盛開着一朵花，黛西，黛西！ 某天因一瞥而射中的箭種下了它， 種下的就是黛西‧貝兒！ 她是否愛我，我難以明瞭， 有時候真的難以分曉； 然而我渴望能與她共度一切， 我美麗的黛西‧貝兒！ 黛西，黛西， 請給我你的回答吧！ 我為你癡狂不已， 全是因為對你的愛！ 這不會是場華麗的婚禮， 我買不起馬車， 但你會看起來依然甜美可愛， 坐在那雙人腳踏車上！ 我們將並肩騎行，成為夫妻，黛西，黛西！ 在生命之路上「踏著腳踏板」前行， 我與我的黛西‧貝兒！ 當道路漆黑時，我們能無視 警察與「路燈」； 因為那耀眼雙眸中的「明亮光芒」 屬於我美麗的黛西‧貝兒！ （副歌） 無論「車輪」順逆，我都會伴隨你，黛西，黛西！ 你就是我會搖響的「鈴鐺」（美人）， 可愛的小黛西‧貝兒！ 在我們每一次的「旅程」中你將領先， 若我表現不好， 我會允許你來使用煞車， 我美麗的黛西‧貝兒！ （副歌） |

## 流行文化應

### 電腦與科技

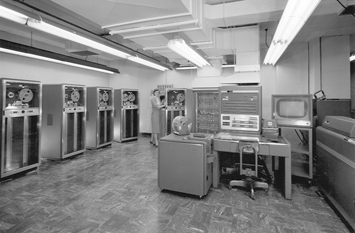
IBM 704

- 1961年，IBM 704電腦在贝尔实验室被編程演唱〈Daisy Bell〉，這是電腦语音合成最早的示範之一。這段錄音已被收錄進美國的國家錄音典藏（英语：National Recording Registry）。[5][6]
- 1974年，聽覺研究人員首次使用〈Daisy Bell〉旋律，展示了「純雙耳音高（英语：Dichotic pitch）」的感知現象：他們將旋律編碼在立體聲信號中，僅在雙耳同時收聽時才能辨識，而單耳無法聽見。[7]
- 1975年，家庭電腦俱樂部（英语：Homebrew Computer Club）成員史蒂夫·多姆皮爾（英语：Steve Dompier）編程使Altair 8800電腦透過AM無線電干擾播放〈Daisy Bell〉。[8]
- 1985年，克里斯托弗·C·卡彭（英语：Christopher C. Capon）創作了Commodore 64程式《Sing Song Serenade》，使Commodore 1541（英语：Commodore 1541）軟碟機透過快速移動讀寫磁頭直接發出〈Daisy Bell〉旋律。[9]
- 1999年，一款名為BonziBuddy的電腦軟體會在使用者要求時演唱〈Daisy Bell〉。[10]
- 微軟的個人助理Cortana在被要求唱歌時，也會演唱〈Daisy Bell〉的第一句。[11]

### 電影
- 科幻作家阿瑟·C·克拉克於1962年參觀貝爾實驗室時，親眼見證了IBM 704演唱〈Daisy Bell〉的示範。1968年，他在小說與電影《2001太空漫遊》中引用了這一場景：當HAL 9000電腦逐步被關閉時，它開始唱起〈Daisy Bell〉。[12]

### 音樂錄音
- 〈Daisy Bell〉的首個錄音版本由丹·W·奎因（英语：Dan W. Quinn）於1893年製作，使用蠟筒錄音技術。[13]
- 1941年，黛娜·肖爾（英语：Dinah Shore）為藍鳥唱片（英语：Bluebird Records）錄製了一個版本。
- 1961年，納·京·高爾在國會唱片錄製〈Daisy Bell〉，收錄於專輯《慵懶‧朦朧‧瘋狂的夏日（英语：Those Lazy-Hazy-Crazy Days of Summer）》。
- 2014年5月3日，專輯《The Gay Nineties Old Tyme Music: Daisy Bell》發行，全部由〈Daisy Bell〉翻唱曲組成，與藝術家馬克·雷登（英语：Mark Ryden）展覽「The Gay 90s」同步推出。專輯收錄了凱蒂·佩芮、造物主泰勒、「怪人奧爾」揚科維奇、尼克·凱夫、柯克·哈米特（金属乐队）、馬克·馬瑟斯鮑夫（英语：Mark Mothersbaugh）（迪沃樂團（英语：Devo））、牆上巫毒（英语：Wall of Voodoo）的史丹·里吉威（英语：Stan Ridgway）、丹尼·葉夫曼等人的翻唱。專輯收益捐贈給非營利組織小孩搖滾（英语：Little Kids Rock）。[14]

### 廣播
- 這首旋律曾作為紐西蘭電台主持人黛西阿姨（英语：Aunt Daisy）的廣播節目開場曲，該節目自1930年開始播出，直至她於1963年去世。[15]

## 外部連結
- IBM電腦於1960年代初在貝爾實驗室演唱並演奏的〈Daisy Bell〉錄音（見第2面的最後一首曲目，標註為 "Synthesized computer speech demonstration (1963)"）
- Johns Hopkins University. . Levy Sheet Music Collection, Box 140, Item 090. 2007-03-30  [2012-08-30]. （原始内容存档于2014-04-19）.